# Chikkenahalli, Chitradurga
Chikkenahalli là một làng thuộc tehsil Chitradurga, huyện Chitradurga, bang Karnataka, Ấn Độ.